# كومة قش (رواية)
كومة قش، رواية صدرت في 2020 عن دار كتارا، للكاتبة وفاء علوش كاتبة وروائية سورية من مواليد مدينة حمص في عام 1983، حازت الرواية على جائزة كتارا للرواية العربية عن فئة الروايات غير المنشورة 2019.

## ملخص الرواية
"كومة قشّ" تروي قصة فتاة تُدعى "مريم" ورجل يدعى "زياد" في سياق الاحتجاجات المناهضة للنظام السوري في مدينة حمص. بعد تجربة الاعتقال، تواجه "مريم" تحولات سيكولوجية واجتماعية، بينما يدفع "زياد" ثمن تمسكه بمبادئه. الرواية تعكس تفاصيل متفرقة لأحداث سوريا خلال الاحتجاجات السياسية، وتعبر عن تمرد ضد الأنظمة السياسية والقيم الاجتماعية الظالمة.

## جوائز
توجت الرواية بجائزة كتارا للرواية العربية في فئة "الروايات غير المنشورة" 2019.